# Place de France (Paris)
Pour les articles homonymes, voir Place de France.

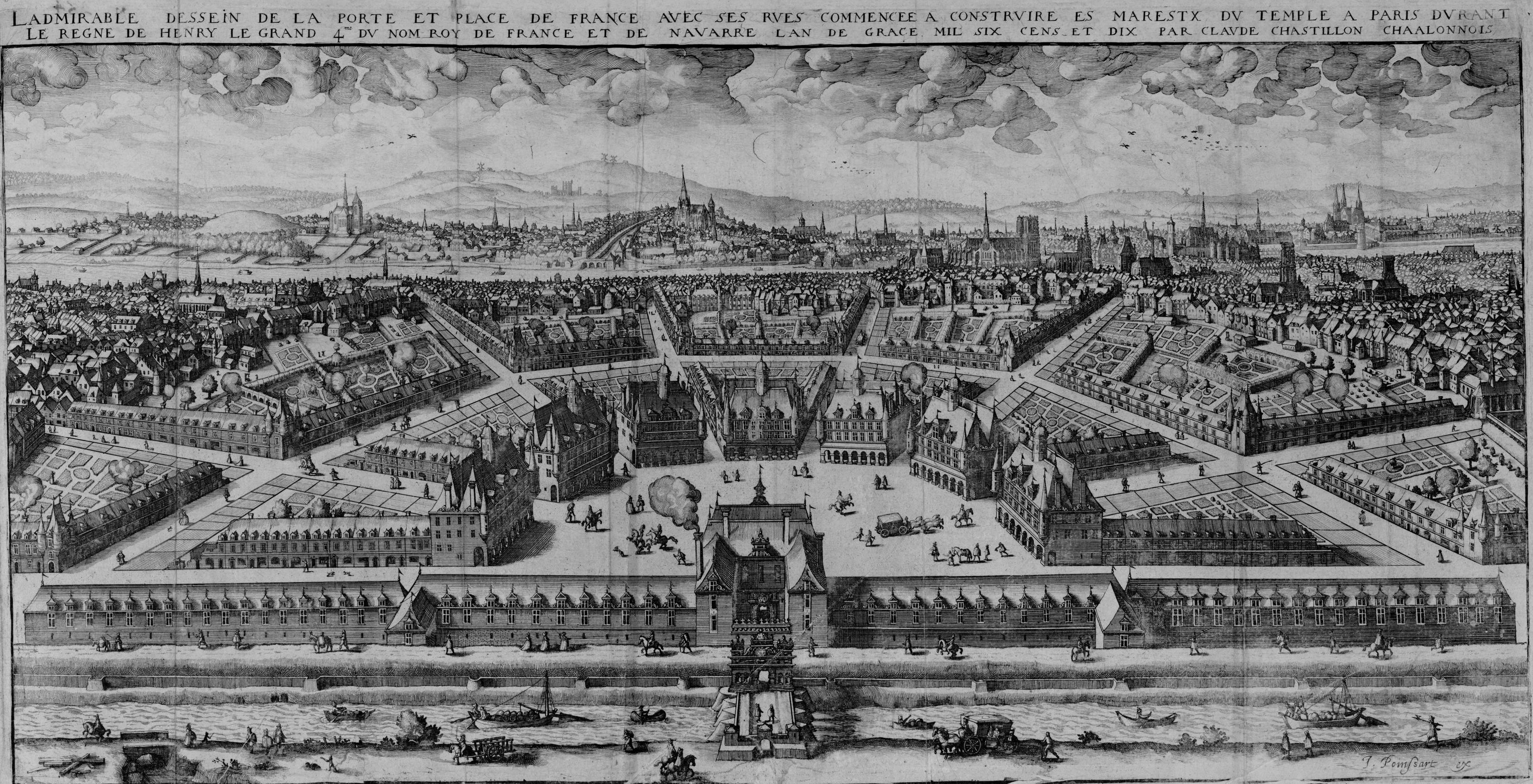
Projet de la « place de France » en 1610, par Claude Chastillon.

La place de France était un projet urbanistique d'Henri IV, envisagé dans le Marais à Paris, sur un emplacement se trouvant dans le 3e arrondissement actuel. Il ne fut jamais réalisé.

## Historique

### Origine du projet
Henri IV, à qui l'on doit la création de la place des Vosges, fut le premier grand urbaniste de Paris. En effet, soixante-huit rues nouvelles furent ouvertes sous son règne.
En 1607, le roi envisage de doter la capitale d'un ensemble urbanistique monumental, la place de France dessinée par les ingénieurs Jacques Aleaume et Claude Chastillon, sous l'autorité du duc de Sully.

### Description du projet
En 1607, Henri IV entreprend la réalisation d’une place semi-circulaire de 156 mètres de diamètre  dans l’espace compris actuellement entre les boulevards Beaumarchais et des Filles-du-Calvaire à l’est, la rue des Filles-du-Calvaire au nord, la rue Saint-Gilles au sud.
La place aurait été adossée à l'enceinte de Charles V, dans laquelle elle aurait ouvert une nouvelle porte entre celles de Saint-Antoine et du Temple, au niveau du boulevard des Filles-du-Calvaire actuel, approximativement dans l'axe de la rue du Pont-aux-Choux.
La place aurait été complétée par un nouveau quartier comprenant 8 rues en éventail au nom des principales provinces françaises : Picardie, Dauphiné, Provence, Languedoc, Guyenne, Poitou, Bretagne, Bourgogne. Ces rues auraient convergé sur la place, séparées à leur arrivée par sept pavillons identiques, dotés d'arcades en rez-de-chaussée et avec, au sommet, un lanternon et des poivrières. Ces rues devaient être reliées entre elles par d'autres rues formant deux arcs de cercle et portant les noms de provinces d'une importance secondaire :
- Brie, Bourbonnais, Lyonnais, Beauce, Limousin, Auvergne, Périgord, pour le premier arc de cercle ;
- Saintonge, Marche, Angoulême, Touraine, Perche, Berry, Orléans, Beaujolais et Anjou pour le second arc de cercle.au nom des provinces de France convergeant  au centre de la place et d’une rue concentrique à l’arrière.

Ce projet était accompagné d’un canal navigable à l’emplacement du fossé de l’enceinte. Ce canal aurait contourné le nord de la ville de l'Arsenal jusqu'au bas de la colline de Chaillot évitant les embarras de la navigation au centre de Paris par les passages étroits sous les ponts de la Seine.
Le terrains (jardins et vergers), la « couture du Temple », nécessaires appartenant au grand prieur du Temple sont vendus aux enchères en décembre 1698 à un bourgeois de Paris Michel Pigou pour la somme de 44 000 livres à laquelle s’ajoute 8 000 livres d’indemnisation des jardiniers. Michel Pigou, qui était le prête-nom de plusieurs financiers ayant participé au lotissement de la rue Dauphine, s’engageait à tracer les rues et à bâtir selon les ordres de Sully et à verser les cens au prieuré du Temple.

### Abandon du projet
Après un début d’exécution, le projet grandiose de place est abandonné après l’assassinat du roi en 1610, contrairement à celui de la place des Vosges lancé à la même époque mené à son terme.
Cependant, une impulsion avait été donnée, et le lotissement des terrains se poursuit au cours des années suivantes dans le prolongement de plusieurs rues  amorcées.
Le tracé semi-circulaire de la rue Debelleyme  percée à cette date reproduit celui de la rue concentrique projetée à l'arrière de la place. Plusieurs rues portent le nom de provinces de France comme  prévu.
La partie de la couture du Temple au nord du projet de place des provinces de France est lotie à partir de 1608 sur un plan orthogonal : rue du Perche, rue de Saintonge, rue Pastourelle et rue Charlot du nom du principal entrepreneur du lotissement.

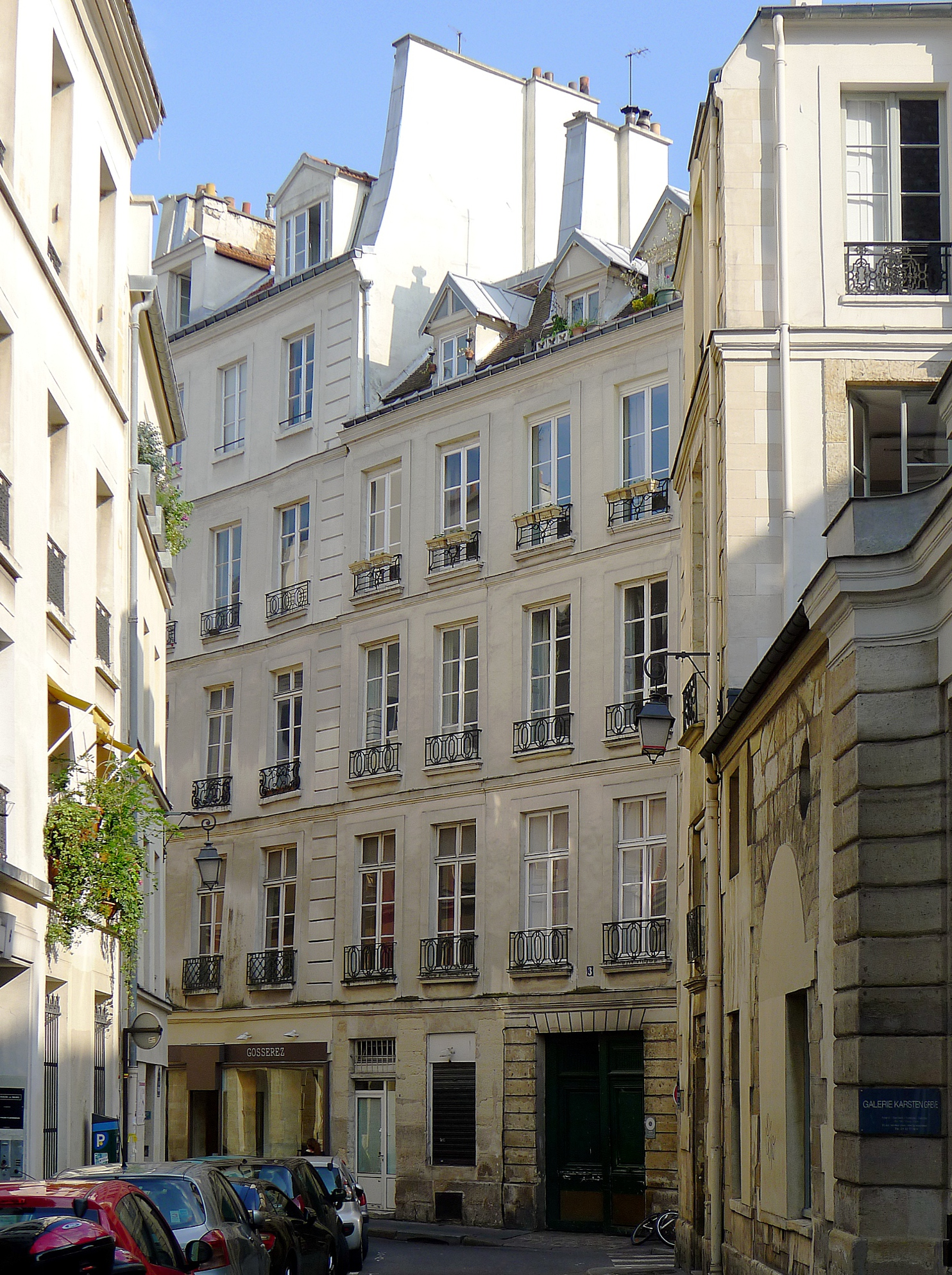
Rue Debelleyme : tracé en arc-de-cercle de la rue projetée à l’arrière de la place de France.
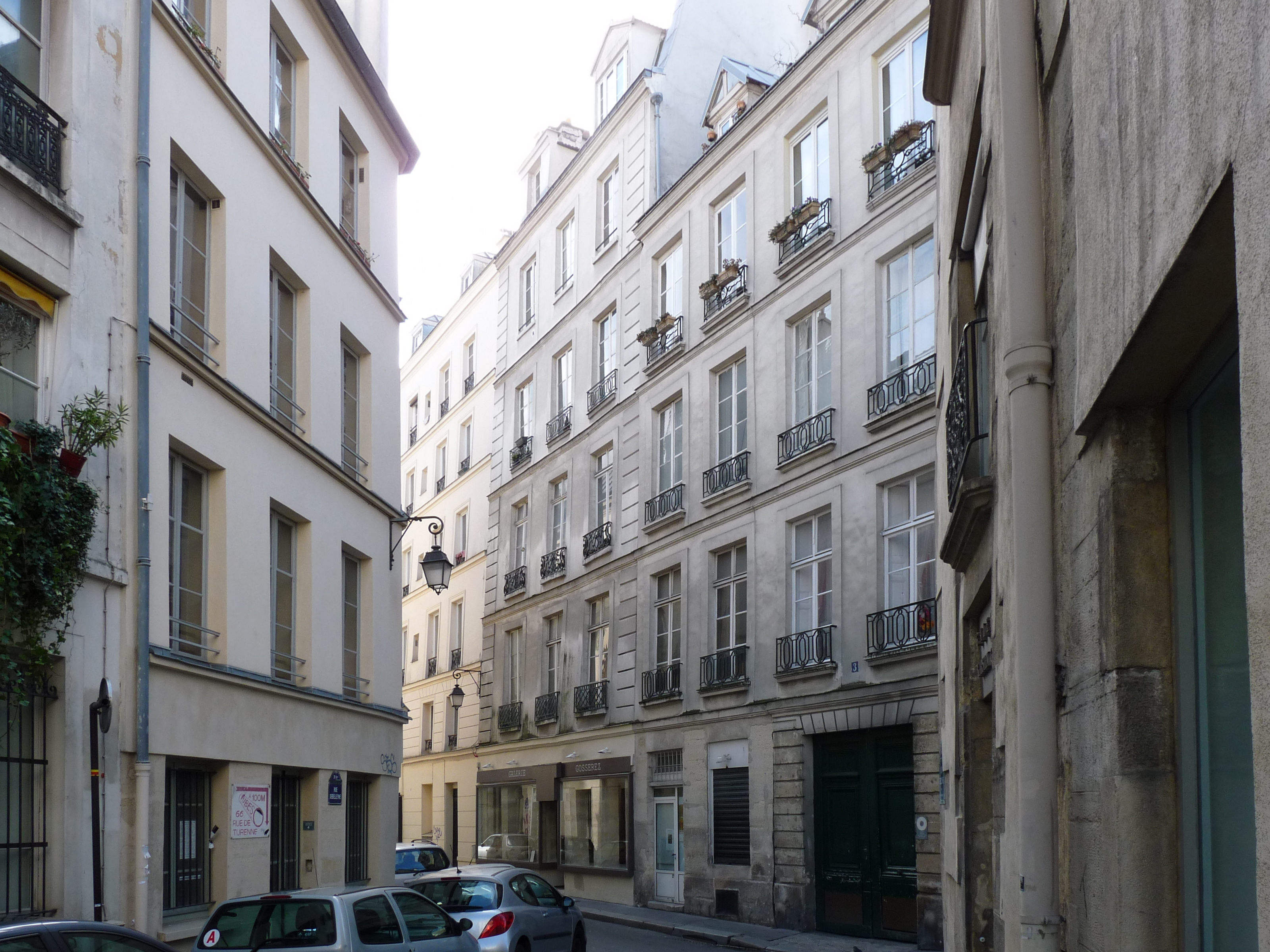
Rue Debelleyme.
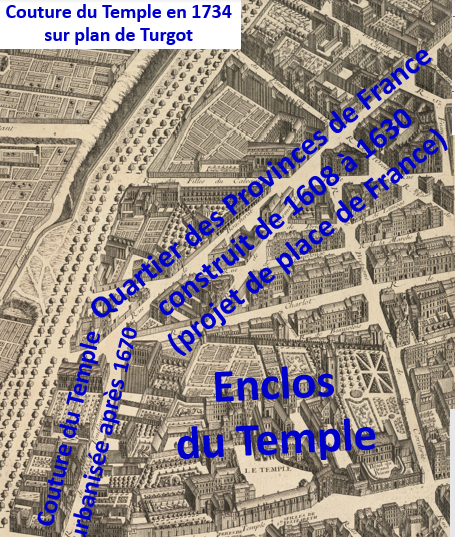
Couture du Temple en 1734 sur plan de Turgot.

### Commentaires de Claude Chastillon
Le projet de place de France est principalement connu par un dessin de Claude Chastillon, accompagné de commentaires, paru dans son ouvrage Topographie francoise ou représentations de plusieurs villes, bourgs, chasteaux, plans, forteresses, vestiges d'antiquité, maisons modernes et autres du royaume de France.

## Postérité
Il reste aujourd'hui neuf odonymes dans la partie est du 3e arrondissement hérités de ce projet avorté : la rue de Poitou, la rue de Saintonge, la rue de Bretagne, la rue de Normandie, la rue du Perche, la rue de Picardie, la rue du Forez, la rue de Beauce et la rue de Franche-Comté, ces quatre dernières situées en bordure, un peu au-delà, du territoire prévu en 1607 pour ce nouveau quartier, et le tracé en arc-de-cercle de la rue Debelleyme qui correspond à celui d'une des deux rues concentriques prévues à l'arrière de la place.